# 花沢翼
花沢 翼（はなざわ つばさ）は、中華人民共和国出身の俳優である。元劇団四季所属。中国名は王斌 （ワン ビン）。
Bin Wang (born December 18, 1985) is the dancer, musical actor and choreographer.

## 中国での経歴
ダンサーとしての経験を積む。

## 劇団四季
2005年3月に劇団四季オーディション合格後、『李香蘭』で四季の初舞台を踏む。
『キャッツ』ではコリコパット、カーバケッティを演じていた。
2007年8月に芸名を王斌から花沢 翼と改名。
小柄ながらキレの良いダンスが持ち味で、『キャッツ』ではアクロバットを披露することも多く人気を博したが、2010年に退団。退団後はニュージーランドに留学。

## 出演作品
- CATS - コリコパット、カーバケッティ役
- 李香蘭 - アンサンブル
- ウィキッド - アンサンブル（チステリー）